# Maurice LaMarche
Maurice LaMarche (* 30. března 1958 Toronto) je kanadský dabér a stand-up komik, známý zejména díky dabingu Kifa Krokera v animovaném seriálu Futurama, za nějž získal dvakrát po sobě cenu Emmy.

## Život
Maurice LaMarche se narodil v Torontu v Ontariu a krátce nato se s rodinou přestěhoval do Timminsu. Na konci střední školy objevil svůj komediální talent, když předvedl scénku na školním festivalu.
V 19 letech se poprvé pokusil o vystoupení na otevřeném pódiu v New Yorku. Ostatní kanadští komici ho od dalších pokusů odrazovali.
O tři roky později se LaMarche přestěhoval do Los Angeles a pokračoval ve zkoušení stand-upu. Následujících pět let vystupoval ve Spojených státech a zaznamenal první úspěchy. Vystupoval v představeních Merv Griffin a An Evening At The Improv. V roce 1985 se spolu s Bobem Sagetem, Ritou Rudnerovou, Louiem Andersonem, Yakovem Smirnoffem a Samem Kinisonem zúčastnil akce HBO Rodney Dangerfield Hosts the 9th Annual Young Comedians Special.
LaMarche uváděl akce a koncerty pro Rodneyho Dangerfielda, George Carlina, Howieho Mandela, Davida Sanborna a Donnu Summerovou, většinou v Las Vegas a Atlantic City.
Dne 9. března 1987 byl LaMarcheův otec zavražděn jedním ze svých nejlepších přátel. Vrah zastřelil LaMarcheova otce v hotelové hale v Torontu před zraky desítek svědků. LaMarche následně trpěl depresemi a alkoholismem. V roce 1989 se po odvykací kúře vrátil jako stand-up komik. Když se mu však začalo dařit, jeho osmnáctiletá sestra zemřela při autonehodě. Po této události ukončil svou stand-up kariéru.
Po roce 1989 si vyzkoušel dabing. Jeho první role byly v seriálech Dennis the Menace, Popeye and Son a The Real Ghostbusters. Ten se stal jeho průlomovým a od té doby daboval významné seriály, jako jsou Drobečkové, G.I. Joe: A Real American Hero, Attack of the Killer Tomatoes, Ariel a Bonkers. V roce 1993 ztvárnil jednu ze svých nejslavnějších rolí – inteligentní supermyš ze seriálu Animáci. Objevil se také ve spin-offech Neuvěřitelná dobrodružství Rudly a Koumáka a Pinky, Elmyra and the Brain. Za dabing seriálu The Brain získal cenu Annie a byl nominován na cenu Emmy.
Následovaly seriály Kritik, Freakazoid! a Klíšťák a poté se vrátil jako Egon v seriálu Extreme Ghostbusters. Další opakující se rolí se stal myšák Mortimer v New Mickey Mouse Stories a Mickeyho klubíku.
V roce 1999 se začal objevovat jako Kif Kroker a Calculon v seriálu Futurama a daboval také Simpsonovy, včetně parodie na Orsona Wellese.
Maurice LaMarche získal v letech 2011 a 2012 cenu Emmy v kategorii vynikající hlasový výkon.